# Esquerdes
Esquerdes é uma comuna francesa na região administrativa de Altos da França, no departamento de Pas-de-Calais. Estende-se por uma área de 9,4 km². Em 2010 a comuna tinha 1 648 habitantes (densidade: 175,3 hab./km²).